# ケイティー・テイラー
ケイティー・テイラー（Katie Taylor、1986年10月27日 - ）は、女子プロボクサー、元サッカー選手。ウィックロー県ブレイ出身。現WBA女子世界ライト級王者。現WBA・WBC・IBF・WBO女子世界スーパーライト級統一王者。元WBC・IBF・WBO女子世界ライト級王者。世界2階級制覇王者。女子プロボクサー史上2人目の2階級4団体統一王者。

## 経歴

### ボクシング
元アマチュアボクサーの父からトレーニングを受けて12歳からボクシングを始めジュニア年代で活躍。

#### アマチュア時代
2005年欧州選手権ライト級で金メダルを獲得。世界選手権ではベスト8となった。
2006年は欧州選手権2連覇を決め、世界選手権で金メダルを獲得した。
2007年も欧州選手権3連覇を記録。
2008年は世界選手権2連覇でAIBAボクサー・オブ・ザ・イヤーも獲得。
2009年3月21日、ダブリンのO2アリーナで行われたプロボクシングのWBA世界スーパーバンタム級タイトルマッチバーナード・ダンvsリカルド・コルドバ戦の前座に出場。パンアメリカン王者のキャロライン・バリーと対戦し、27-3の大差で圧勝した。
2012年5月、世界選手権にライト級(60kg)で出場し、優勝。4連覇達成。
2012年8月、女子ボクシング初採用となる2012年ロンドンオリンピックの開会式では、アイルランド選手団の旗手を務めた。本大会ではライト級(60kg)で金メダル獲得。
2014年11月、世界選手権にライト級(60kg)で出場し、優勝。5連覇達成。
2016年5月、世界選手権にライト級(60kg)で出場し、準決勝で敗退。6連覇に失敗した。
2016年8月、リオデジャネイロオリンピックにライト級(60kg)で出場し、準々決勝で敗退。
リオデジャネイロオリンピック後、プロ転向。

#### プロ時代
2016年11月26日、ウェンブリーにてカリナ・コピンスカに3回58秒TKO勝ちプロデビュー。
2017年10月28日、カーディフでWBA女子世界ライト級王者のアナイ・エステル・サンチェスとWBA女子世界同級タイトルマッチを行う予定だったが、前日計量でサンチェスが体重超過したため計量失格となり、テイラーが勝てば王座獲得、サンチェスが勝てば王座が空位になる条件で試合を行い、10回3-0（99-90×3）判定勝利でプロ転向7戦目での王座の獲得に成功した。
2018年4月28日、アメリカのバークレイズ・センターでIBF女子世界ライト級王者のヴィクトリア・ノエリア・ブストスとIBF女子世界同級タイトルマッチを行い、10回3-0（99-91×2、98-92）判定勝ちを収め、2団体統一に成功した。
2018年6月5日、父親のピート・テイラーがアイルランドで経営しているボクシングジム内で拳銃で銃撃され重傷を負う。この発砲事件で1人死者が出ている。

#### ライト級4団体王座統一
2019年3月15日、WBO女子世界ライト級王者ローズ・ボランテに9回1分40秒TKO勝ちし、WBO王座を奪取。同年6月1日、アンソニー・ジョシュア 対 アンディ・ルイス・ジュニアの前座でWBC王者デルフィーヌ・ペルスーンとの統一戦を行い、10回2-0（96-94×2、95-95）の判定で4団体王座統一を果たした。同時にリングマガジン初代女子ライト級王者として認定された。

#### 2階級制覇
2019年11月2日、WBO女子世界スーパーライト級王者のクリスティーナ・リナルダトゥに挑戦し、10回3-0（97-93×2、96-94）判定勝ちを収め王座を獲得、2階級制覇に成功した。その後テイラーは同級王座を返上した。
2020年5月2日、アマンダ・セラノと対戦が決まっていたが新型コロナウイルスの影響で試合延期になった。
2022年4月30日、ニューヨークのマディソン・スクエア・ガーデンで、2階級下のWBC・IBF・WBO世界女子フェザー級王者のアマンダ・セラノと対戦し、10回2-1（96-93、97-93、94-96）の僅差の判定勝ちを収め王座防衛に成功した。この試合はDAZNにより世界配信されたが、DAZNは配信した170以上の国と地域で150万人が視聴したと発表した。
2023年2月28日、アマンダ・セラノが怪我をしたため5月20日に行われる予定だったセラノとの再戦が延期されることが発表された。
2023年5月20日、3アリーナで1階級上の女子世界スーパーライト級4団体統一王者シャンテル・キャメロンと女子世界同級4団体タイトルマッチを行うも、プロ初黒星となる10回0-2（94-96×2、95-95）の判定負けを喫し王座獲得に失敗した。

#### 2階級4団体王座統一
2023年11月25日、前回と同じく3アリーナでシャンテル・キャメロンと半年ぶりに再戦し、10回2-0（98-92、96-94、95-95）の判定で女子世界スーパーライト級4団体王座とリングマガジン王座を獲得、雪辱を果たしキャメロンのデビュー以来の連続無敗記録を18でストップさせたと同時に一度は返上したWBO王座に返り咲き、女子プロボクサーとしてはクラレッサ・シールズに次いで2人目、プロボクサー全般としてはテレンス・クロフォードに次いで3人目の2階級4団体統一王者となり、アメリカ出身以外でなおかつ別階級の4団体王座を全て保持したまま2階級4団体王座統一を果たしたのは男女共に史上初。
2024年1月5日、テイラーは保持している女子世界ライト級王座のうちのIBF・WBO王座を返上した。
2024年7月20日、テキサス州アーリントンのAT&Tスタジアムでマイク・タイソン対ジェイク・ポールの前座のWBA・WBC・IBF・WBO女子世界スーパーライト級タイトルマッチでアマンダ・セラノと2年2ヶ月ぶりに再戦予定だったが、タイソンの体調不良で興行自体が同年11月15日に延期となった。
2024年11月15日、テキサス州アーリントンのAT&Tスタジアムでマイク・タイソン対ジェイク・ポールの前座でWBO女子世界フェザー級王者のアマンダ・セラノと仕切り直しのWBA・WBC・IBF・WBO女子世界スーパーライト級タイトルマッチで再戦。4回中に両者のバッティングでセラノが右目上をカットし流血。6回中にはテイラーが偶然のバッティングで減点1を科せられるも10回3-0（95-94×3）の僅差の判定勝ちを収め女子世界スーパーライト級4団体王座の初防衛に成功した。試合は138ポンド（-62.6kg）の契約体重にて行われた。
2024年12月11日、テイラーはWBC女子世界ライト級王座を返上し、同日付で暫定王者のキャロライン・デュボアが正規王者に認定された。
2025年7月11日、ニューヨーク・マディソンスクエアガーデンにて4団体隊統一王座2度目の防衛戦としてアマンダ・セラノと3度目の対戦。2-0判定で統一王座2度目の防衛に成功した。

### サッカー
ピーモント・ユナイテッドLFCに所属、2010年度までミッドフィールダーとしてプレーしていた。2010年度のFAI アンブロ・インターミディエート・カップ (アイルランド国内で開催される女子のカップ戦)では決勝戦に出場した経験も持つ。
U-17、U-20のアイルランド代表にも名を連ね、2009年度までアイルランド女子A代表で司令塔としてチームを支えていた。

## 戦績
- プロボクシング：26戦 25勝 (6KO) 1敗

| 戦           | 日付           | 勝敗 | 時間    | 内容    | 対戦相手                         | 国籍           | 備考                                                                                                  |
| ------------ | -------------- | ---- | ------- | ------- | -------------------------------- | -------------- | --- |
| 1            | 2016年11月26日 | ☆    | 3R 0:58 | TKO     | カリナ・コピンスカ               | ポーランド     | プロデビュー戦                                                                                        |
| 2            | 2016年12月10日 | ☆    | 6R      | 判定3-0 | ビビアン・オべナウフ             | ブラジル       | |
| 3            | 2017年3月4日   | ☆    | 5R 1:31 | TKO     | モニカ・ゲンティリ               | イタリア       | |
| 4            | 2017年3月25日  | ☆    | 8R      | 判定3-0 | ミレーナ・コレバ                 | ブルガリア     | |
| 5            | 2017年4月29日  | ☆    | 7R 0:57 | TKO     | ニーナ・マインケ                 | ドイツ         | WBA女子インターナショナルライト級王座決定戦                                                           |
| 6            | 2017年7月29日  | ☆    | 3R 終了 | TKO     | ジャスミン・クラークソン         | アメリカ合衆国 | |
| 7            | 2017年10月28日 | ☆    | 10R     | 判定3-0 | アナイ・サンチェス               | アルゼンチン   | WBA女子世界ライト級王座決定戦                                                                         |
| 8            | 2017年12月13日 | ☆    | 10R     | 判定3-0 | ジェシカ・マッキャスキル         | アメリカ合衆国 | WBA防衛1                                                                                              |
| 9            | 2018年4月28日  | ☆    | 10R     | 判定3-0 | ヴィクトリア・ノエリア・ブストス | アルゼンチン   | WBA・IBF女子世界ライト級王座統一戦 WBA防衛2・IBF獲得                                                  |
| 10           | 2018年7月28日  | ☆    | 3R 1:43 | TKO     | キンバリー・コナー               | アメリカ合衆国 | WBA防衛3・IBF防衛1                                                                                    |
| 11           | 2018年10月20日 | ☆    | 10R     | 判定3-0 | シンディ・セラーノ               | プエルトリコ   | WBA防衛4・IBF防衛2                                                                                    |
| 12           | 2018年12月15日 | ☆    | 10R     | 判定3-0 | エヴァ・ウォールストローム       | フィンランド   | WBA防衛5・IBF防衛3                                                                                    |
| 13           | 2019年3月15日  | ☆    | 9R 1:40 | TKO     | ローズ・ボランテ                 | ブラジル       | WBA・IBF・WBO女子世界ライト級王座統一戦 WBA防衛6・IBF防衛4・WBO獲得                                   |
| 14           | 2019年6月1日   | ☆    | 10R     | 判定2-0 | デルフィーヌ・ペルスーン         | ベルギー       | WBA・WBC・IBF・WBO女子世界ライト級王座統一戦 WBA防衛7・IBF防衛5・WBO防衛1 WBC・リングマガジン王座獲得 |
| 15           | 2019年11月2日  | ☆    | 10R     | 判定3-0 | クリスティーナ・リナダトゥ       | ギリシャ       | WBO女子世界スーパーライト級タイトルマッチ                                                             |
| 16           | 2020年8月22日  | ☆    | 10R     | 判定3-0 | デルフィーヌ・ペルスーン         | ベルギー       | WBA防衛8・WBC防衛1・IBF防衛6・WBO防衛2                                                                |
| 17           | 2020年11月14日 | ☆    | 10R     | 判定3-0 | ミリアム・グティエレス           | スペイン       | WBA防衛9・WBC防衛2・IBF防衛7・WBO防衛3                                                                |
| 18           | 2021年5月1日   | ☆    | 10R     | 判定3-0 | ナターシャ・ジョナス             | イギリス       | WBA防衛10・WBC防衛3・IBF防衛8・WBO防衛4                                                               |
| 19           | 2021年9月4日   | ☆    | 10R     | 判定3-0 | ジェニファー・ハン               | アメリカ合衆国 | WBA防衛11・WBC防衛4・IBF防衛9・WBO防衛5                                                               |
| 20           | 2021年12月11日 | ☆    | 10R     | 判定3-0 | フィルザ・シャリポワ             | カザフスタン   | WBA防衛12・WBC防衛5・IBF防衛10・WBO防衛6                                                              |
| 21           | 2022年4月30日  | ☆    | 10R     | 判定2-1 | アマンダ・セラノ                 | プエルトリコ   | WBA防衛13・WBC防衛6・IBF防衛11・WBO防衛7                                                              |
| 22           | 2022年10月29日 | ☆    | 10R     | 判定3-0 | カレン・エリザベート・カラバハル | アルゼンチン   | WBA防衛14・WBC防衛7・IBF防衛12・WBO防衛8                                                              |
| 23           | 2023年5月20日  | ★    | 10R     | 判定0-2 | シャンテル・キャメロン           | イギリス       | WBA・WBC・IBF・WBO女子世界スーパーライト級タイトルマッチ                                              |
| 24           | 2023年11月25日 | ☆    | 10R     | 判定2-0 | シャンテル・キャメロン           | イギリス       | WBA・WBC・IBF・WBO女子世界スーパーライト級タイトルマッチ                                              |
| 25           | 2024年11月15日 | ☆    | 10R     | 判定3-0 | アマンダ・セラノ                 | プエルトリコ   | WBA防衛1・WBC防衛1・IBF防衛1・WBO防衛1                                                                |
| 26           | 2025年7月12日  | ☆    | 10R     | 判定2-0 | アマンダ・セラノ                 | プエルトリコ   | WBA防衛2・WBC防衛2・IBF防衛2・WBO防衛2                                                                |
| テンプレート |                |      |         |         |                                  |                | |

## 獲得タイトル
- 第6代WBA女子世界ライト級王座（防衛14）
- 第3代IBF女子世界ライト級王座（防衛12=返上）
- 第7代WBO女子世界ライト級王座（防衛8=返上）
- 第9代WBC女子世界ライト級王座（防衛7=返上）
- リングマガジン女子世界ライト級王座
- 第7代WBO女子世界スーパーライト級王座（防衛0=返上）
- 第9代WBA女子世界スーパーライト級王座（防衛2）
- 第8代WBC女子世界スーパーライト級王座（防衛2）
- 第8代IBF女子世界スーパーライト級王座（防衛2）
- 第11代WBO女子世界スーパーライト級王座（防衛2）
- リングマガジン女子世界スーパーライト級王座

## 主な表彰
- アメリカ合衆国ボクシングライター・アソシエーション 2019年最優秀女子ボクサー
- アメリカ合衆国ボクシングライター・アソシエーション 2020年最優秀女子ボクサー[20]